# Lene Grawford Nystrøm
Lene Grawford Nystrøm Rasted, född som Lene Grawford Nystrøm den 2 oktober 1973 i Ramnes i Re kommun nära Tønsberg i Vestfold fylke, är en norsk popsångare, medlem i norsk-danska gruppen Aqua. Hon gifte sig 2001 med Aquas Søren Rasted.
Lene Nystrøm representerades som låtskrivare genom två låtar på debutalbumet Sound of the Underground (2003) till brittiska bandet Girls Aloud. Låten "No Good Advice" blev en hit och hjälpte Girls Aloud i gång med karriären. Brittiska sångaren Tina Cousins gjorde en cover-version av Nystrøms låt "Pretty Young Thing" och fick 2006 en topp-20-hit i Australien med låten. Den klättrade också till nummer nio på de finska hitlistorna.
På senare år har Nystrøm påbörjat en skådespelarkarriär med bland annat den norska kriminalserien Varg Veum.

## Diskografi (solo)
Album
- 2003 – Play with Me

Singlar
- 2003 – "It's Your Duty"
- 2003 – "Pretty Young Thing"

Se också:
- Diskografi Aqua

## Filmografi
- 2009 – Fri os fra det onde [3]
- 2009 – Svik [3]
- 2010 – Varg Veum - Skriften på veggen
- 2011 – Varg Veum - Svarte Får
- 2011 – Varg Veum - I mørket er alle ulver grå
- 2012 – Varg Veum - De døde har det godt
- 2012 – Varg Veum - Kalde hjerter
- 2018 – Klovn - S.07